# Paweł Gantkowski
Paweł Gantkowski (ur. 28 grudnia 1869 w Gnieźnie, zm. 11 października 1938 w Poznaniu) – profesor wydziału lekarskiego Uniwersytetu Poznańskiego, działacz społeczny.

## Życiorys
Syn Józefa i Konstancji z Korybut-Daszkiewiczów. Ukończył Gimnazjum w Gnieźnie, następnie studiował medycynę we Wrocławiu, Monachium i Würzburgu. Praktykę lekarską odbywał w Witkowie. W 1897 rozpoczął pracę w „Nowinach Lekarskich” w Poznaniu. W 1901 został docentem.
Zaangażował się w ruch abstynencki. W 1907 został prezesem Związku Polskich Stowarzyszeń Abstynenckich w b. Rzeszy Niemieckiej. Założył też koło abstynenckie „Wyzwolenie”. Na wniosek Magistratu organizuje w Poznaniu placówkę leczenia dla alkoholików, której zostaje kierownikiem aż do końca życia. Był członkiem Ligi Narodowej. 
W 1921 został mianowany profesorem honorowym higieny społecznej, a w 1922 – profesorem nadzwyczajnym.
Dzięki jego staraniom Uniwersytet Poznański uzyskał grunty przy ul. Bukowskiej pod budowę siedziby Wydziału Lekarskiego Uniwersytetu Poznańskiego. W 1930 został dziekanem tego wydziału.
Od 1928 przez siedem lat był prezesem Poznańsko-Pomorskiej Izby Lekarskiej. Jako przedstawiciel tego gremium został wybrany do składu Naczelnej Izby Lekarskiej V kadencji 1935-1939.
Piastował różne stanowiska w towarzystwach higieny, organizacji „Straż”. międzypartyjnym „Kole Politycznym”. Lidze Katolickiej, w Radzie Miasta Poznania.
W 1934 został emerytem, dalej prowadził działalność naukową.

## Odznaczenia i nagrody
- Krzyż Komandorski Orderu Odrodzenia Polski (29 grudnia 1921)[5][6]
- przyznane przez papieża:
  - godność szambelana
  - Krzyż Komandorski Grzegorza Wielkiego